# Фалькин, Алексей Сергеевич
Алексей Сергеевич Фалькин (род. 1982, Свердловск, Свердловская область, РСФСР, СССР), известный как «Маньяк из МЧС», «Маньяк с добрым лицом» и «Уральский Чикатило» — российский серийный убийца и насильник, совершивший 3 убийства и 9 нападений, сопряжённых с изнасилованиями, в 2004—2012 и 2016—2017 годах в городах Екатеринбург и Верхняя Пышма.

## Биография

### Детство и юность
О ранних годах Фалькина известно немного. Родился в 1982 году в Свердловске, служил в армии, прежде чем устроился на работу пожарным в МЧС России. Был женат, имел двоих детей.

### Преступления
В период с октября 2004 по апрель 2017 года Фалькин напал на восьмерых женщин и четырёх несовершеннолетних девочек в Екатеринбурге и Верхней Пышме. В результате этих нападений трое из пострадавших были убиты. В 2012 году в неустановленные даты произошли два знаменательных события: в первом случае Фалькин пытался убить женщину с помощью отвёртки, но испуганные крики жертвы привлекли внимание двух мужчин, в результате чего Фалькин сбежал. Во втором случае ближе к концу года Фалькин подобрал автостопом молодую учительницу из города Берёзовский на своей машине, согласившись отвезти её домой в обмен на 400 рублей. После предложения заняться с ней сексом, чтобы заплатить за проезд, поскольку он считал, что у женщины не было с собой необходимой суммы денег, и после того, как его предложение было отклонено, Алексей ударил её головой об окно машины, затащил на заднее сиденье и изнасиловал. В начале 2013 года он был арестован за это преступление, но поскольку он выразил очевидное раскаяние, в апреле 2013 года его приговорили к 3 годам и 8 месяцам лишения свободы. После ареста он потерял работу, и семья бросила его. Проведя почти 3 года за решёткой, он был освобождён условно-досрочно в декабре 2015 года. Вскоре после этого Фалькин нашёл себе новую девушку и устроился на новую работу, токарем на заводе, но продолжал искать по городу новых жертв.
Были и невинно осуждённые за преступления Фалькина. По подозрению в убийстве 43-летней спортсменки Флюры Гимаевой, совершённом Фалькиным в сентябре 2005 года, был задержан 20-летний Евгений Кряжев, совершивший в ноябре 2005 года покушение на убийство (напал на женщину на улице и пытался забить её молотком). Он был признан виновным в обоих эпизодах и отправлен на принудительное лечение. В психиатрическом стационаре Кряжев пробыл до 2015 года. Лишь после второго ареста Фалькина в 2017 году было установлено, что Кряжев виновен в покушении на убийство, но непричастен к убийству Гимаевой.

### Убийство Ирины Вахрушевой
15 апреля 2017 года около 20:25 Алексей Фалькин в состоянии сильного алкогольного опьянения проезжал по Верхней Пышме на своём автомобиле Dacia Logan. Проезжая по улице Машиностроителей, он наткнулся на 30-летнюю Ирину Вахрушеву, которая вышла навестить подругу в соседний дом. Действуя импульсивно, Фалькин напал на неё, пока она говорила по телефону, схватив Вахрушеву за шею и поднеся к ней нож, затащил в ближайший заброшенный подвал, где продолжил насиловать её на лестнице. Ирина отчаянно пыталась позвать кого-нибудь на помощь. Она схватила свой телефон и хотела позвонить, но маньяк отобрал телефон и разбил его. Выждав момент, молодая женщина достала из сумки стеклянную бутылку и ударила Фалькина по голове. В ответ мужчина достал нож и нанес ей по крайней мере 40 ударов. После того, как маньяк закончил, он положил тело в багажник своей машины, поехал в близлежащий лес, где он приступил к отрезанию гениталий от тела, которые положил в мешок, а позже похоронил в неглубокой самодельной могиле. Затем Фалькин избавился от сумки и ножа и пошел домой, где застирал одежду и сразу же заснул.

### Арест, следствие и суд
Преступление было раскрыто в течение суток. Сыщики проверили каждый подвал в округе и нашли на пороге одного из них следы крови. Во время проверки ранее судимых жителей региона в поле зрения оперативников попал Фалькин. Изначально он отрицал причастность к преступлению, но алиби у него не было. Кроме того, на записях камер наблюдения вдоль маршрута следования жертвы засветился его автомобиль Renault Logan. В машине также были обнаружены биологические следы, предположительно кровь. В итоге Алексей Фалькин был арестован 16 апреля 2017 года, его судили за 3 убийства и 5 нападений, сопряжённых с изнасилованиями, и в 2018 году приговорили к пожизненному лишению свободы.
В 2019 году Фалькин был осуждён ещё за 3 изнасилования и приговорён к 20 годам лишения свободы, которые были поглощены пожизненным сроком.

## В массовой культуре
- Документальный фильм «Кровавая стужа. Дело маньяка Фалькина» из цикла «Маньяки» (2020)
- Документальный фильм «Двойная жизнь» из цикла «По следу монстра» (2022)[11]
- Документальный фильм «Дело о кровавых отпечатках» из цикла «Охота на маньяка» (2024)

## Примечание
1. ↑  Нападал на женщин в парке на Уралмаше: следователи раскрыли новые преступления маньяка из МЧС. e1.ru - новости Екатеринбурга (7 февраля 2019). Дата обращения: 26 января 2023. Архивировано 26 января 2023 года.
2. 1 2 3 4 5 6  На Урале мужчина, работавший в МЧС, 13 лет насиловал и убивал женщин. NEWSru.com (18 апреля 2018). Дата обращения: 26 января 2023. Архивировано 28 ноября 2022 года.
3. ↑  Вынесен приговор уральскому маньяку Алексею Фалькину. Вечерние ведомости. Дата обращения: 26 января 2023. Архивировано 26 января 2023 года.
4. ↑  Суд вынес второй приговор маньяку, который 13 лет насиловал и убивал женщин. 66.ru. Дата обращения: 26 января 2023. Архивировано 26 января 2023 года.
5. 1 2  Ольга Кондрашова. «В Екатеринбурге к пожизненному заключению приговорен маньяк-убийца из МЧС». pravdaurfo.ru. Дата обращения: 10 декабря 2018.
6. 1 2  Убийство Ирины Вахрушевой , страница 1. e1.ru - новости Екатеринбурга. Дата обращения: 26 января 2023. Архивировано 26 января 2023 года.
7. 1 2  На Урале осужден пожизненно "маньяк из МЧС", который 13 лет насиловал и убивал женщин. NEWSru.com (12 октября 2018). Дата обращения: 26 января 2023. Архивировано 26 января 2023 года.
8. ↑  Дело маньяков Уралмаша: в одном деле поставлена точка, по другому - работа продолжается.
9. ↑  "Перепутали с маньяком": уралец девять лет провёл в психбольнице.
10. ↑  Суд вынес второй приговор маньяку, который 13 лет насиловал и убивал женщин. Дата обращения: 26 января 2023. Архивировано 26 января 2023 года.
11. ↑  Двойная жизнь. Дата обращения: 7 сентября 2024. Архивировано 26 июля 2024 года.